# Scott Cawthon
Scott Braden Cawthon (nascido em 4 de junho de 1978) é um ex-desenvolvedor e escritor americano de videogames. Ele é o criador da franquia de jogos e livros Five Nights at Freddy's, que começou com o desenvolvimento do jogo de terror de sobrevivência homônimo em 2014. Lançado de forma independente, o jogo alcançou popularidade e obteve seguidores cult. Cawthon desenvolveu 13 até agora, jogos na série principal de 2014 até sua aposentadoria em 2021, além de três spin-offs. Ele também escreveu várias histórias baseadas em Five Nights at Freddy's, incluindo o romance The Silver Eyes (2015).

## Infância
Cawthon nasceu em Houston, Texas, em 4 de junho de 1978. Ele é um cristão devoto Atualmente vive em Salado, Texas, com sua esposa e cinco filhos.

## Carreira

### Inicio de Carreira
A carreira de Cawthon em design de jogos e animação começou na década de 1990. Cawthon revelou seu primeiro jogo (intitulado Doofas) durante uma transmissão ao vivo; ele fez o jogo quando era criança. Este jogo mais tarde se tornou um jogo de trolls como a "demo" do Ultimate Custom Night. Seus primeiros jogos oficiais foram lançados no início dos anos 2000, sendo um dos primeiros conhecidos o RPG Max, lançado em 2002. Mais tarde, ingressou na Hope Animation, onde criou animações para crianças baseadas em valores cristãos.
Em 19 de março de 2007, Cawthon carregou a primeira parte de uma série de oito partes intitulada The Pilgrim's Progress em seu canal no YouTube, que foi lançado como um filme completo em DVD dois anos antes. A animação é uma releitura do romance de mesmo nome de John Bunyan. Depois de lançar The Pilgrim's Progress, Cawthon desenvolveu vários jogos, incluindo Sit N' Survive, Chipper and Sons Lumber Co. e The Desolate Hope. Alguns destes foram submetidos ao Steam Greenlight. Enquanto The Desolate Hope passou pelo processo, alguns jogos, mais notavelmenteChipper and Sons Lumber Co., foram fortemente criticados por críticos proeminentes por terem personagens que se moviam e interagiam uns com os outros como máquinas animatrônicas. Embora inicialmente desencorajado, quase ao ponto de interromper completamente o desenvolvimento do jogo, Cawthon finalmente decidiu usar os personagens semelhantes a animatrônicos a seu favor, provocando o desenvolvimento de Five Nights at Freddy's

## Five Nights at Freddy's

### Videogames

#### 2014-2018 Primeiras sete parcelas e primeiro spin-off
Em 13 de junho de 2014, Cawthon enviou Five Nights at Freddy's para o sistema Greenlight do Steam. Um trailer foi lançado no dia seguinte em 14 de junho com uma demonstração em 24 de julho de 2014. Em 24 de julho de 2014, ele também o enviou ao IndieDB, onde ganhou uma enorme popularidade. Ele enviou o jogo pela terceira vez para Desura em 13 de agosto de 2014. O jogo foi aceito no Steam's Greenlight em 8 de agosto de 2014 e foi lançado por US$ 4,99. O jogo foi bem recebido pela crítica, e se tornou o assunto de vários vídeos populares de Let's Play no YouTube. Em 10 de novembro de 2014, Cawthon lançou a primeira sequência intitulada Five Nights at Freddy's 2 por $ 7,99 na Steam.. Logo após o lançamento de Five Nights at Freddy's 2, Cawthon removeu todas as informações de seu site oficial e as substituiu por uma imagem da palavra "offline". O site logo começou a mostrar teasers de Five Nights at Freddy's 3, que foi lançado em 2 de março de 2015.
Em 23 de julho de 2015, Cawthon lançou Five Nights at Freddy's 4. Uma atualização gratuita do "Halloween" foi lançada em 31 de outubro de 2015. Em 15 de setembro de 2015, Cawthon anunciou o desenvolvimento de um novo RPG, intitulado FNaF World. O jogo não é um jogo de terror; em vez disso, é um RPG estilizado. Foi lançado em 21 de janeiro de 2016. FNaF World recebeu críticas mistas devido a falhas e outros problemas e Cawthon o retirou do Steam quatro dias depois. Uma versão melhorada foi lançada gratuitamente no Game Jolt em 8 de fevereiro.
Em 21 de maio de 2016, Cawthon lançou um teaser trailer de Five Nights at Freddy's: Sister Location, apresentando dois novos animatrônicos, bem como variações com temas circenses de Foxy e Freddy da série. O jogo foi lançado em 7 de outubro de 2016 e foi geralmente bem recebido. Cawthon lançou uma atualização noturna personalizada gratuita em 2 de dezembro, com o "Golden Freddy Mode" sendo adicionado à atualização logo depois.
Em 3 de julho de 2017, Cawthon anunciou o cancelamento de uma sexta parcela principal de Five Nights at Freddy's, depois de declarar anteriormente um mês antes que um sexto jogo estava em andamento. Ele argumentou que era porque ele estava negligenciando outras coisas importantes em sua vida, mas disse que não planejava abandonar a série e pode lançar um jogo spin-off no estilo FNaF World no futuro. No entanto, com o lançamento do Freddy Fazbear's Pizzeria Simulator em 4 de dezembro de 2017, isso foi confirmado como um troll.
Em 28 de junho de 2018, a sétima edição principal da série, Ultimate Custom Night, foi lançada gratuitamente no Steam. Possui mais de 50 personagens da franquia. No post de Cawthon's Upcoming Projects na Steam, ele observou que os acordos para as portas do console foram assinados, bem como mais informações sobre os jogos de realidade virtual e realidade aumentada. Ele também anunciou que uma nova série de livros, Five Nights at Freddy's: Fazbear Frights, está chegando. Em 27 de agosto de 2018, Cawthon comentou em um post sobre a verdadeira voz de Fredbear na UCN: "Tenho a sensação de que veremos mais de Kellen no universo FNAF. Seu trabalho ainda não está pronto", sugerindo que ele possivelmente estava desenvolvendo um oitavo jogo.

#### 2019–2021: Oitava parcela, realidade virtual e aumentada e aposentadoria
No início de 2019, Cawthon anunciou que se uniu a um pequeno estúdio de videogame Steel Wool Studios, eles serão os únicos a fazer os futuros jogos de Five Nights at Freddy's, enquanto Scott será a pessoa principal para o enredo e designs animatrônicos, também. como jogabilidade. Em 28 de maio de 2019, Cawthon lançou o jogo virtual, Five Nights at Freddy's VR: Help Wanted para PC e PlayStation VR. Uma atualização de DLC, Curse of Dreadbear, foi lançada em 23 de outubro de 2019.
Em setembro de 2019, um teaser e trailers de anúncio foram postados no canal do YouTube da Illumix sobre o jogo AR. O título foi revelado como Five Nights at Freddy's: Special Delivery. Foi lançado gratuitamente em 25 de novembro de 2019 para iOS e Android.
Em 8 de agosto de 2019, durante o quinto aniversário do primeiro jogo, Cawthon postou uma nova imagem em seu site, provocando a décima parcela da série. Mostra um shopping modernizado contendo uma arena de laser tag, um fliperama, um grande cinema e um restaurante Freddy Fazbear's Pizza; na praça principal, versões no estilo dos anos 80 de Freddy Fazbear, Chica e dois animatrônicos completamente novos podem ser vistos tocando para uma multidão animada. Mais tarde, em 29 de setembro de 2019, o site de Cawthon foi atualizado com um novo teaser com "Glamrock Freddy" e foi seguido por um teaser atualizado com o personagem Vanny de Five Nights at Freddy's: Help Wanted como sombra. Em 24 de março de 2020, outro teaser com um novo personagem parecido com um jacaré foi postado, mais tarde revelado como "Montgomery Gator". Em 21 de abril de 2020, os nomes dos personagens vazaram da lista de próximos produtos da Funko, e o título foi revelado como Five Nights at Freddy's: PizzaPlex. Algumas horas depois, em 22 de abril de 2020, Scott Cawthon confirmou os vazamentos via Reddit e revelou que o título não é oficial e que o título é apenas para a Funko. Cawthon também anunciou que o jogo estava programado para ser lançado no final de 2020. Em 12 de junho de 2020, outro teaser foi lançado, apresentando a antagonista do jogo, uma segurança feminina sem nome. Em 7 de agosto de 2020, um teaser de Vanny foi lançado. Um dia depois, Scott revelou os personagens "Glamrock Chica" e "Roxanne Wolf" via Reddit.
Em 24 de março de 2020, outro teaser com um novo personagem parecido com um jacaré foi postado, mais tarde revelado como Montgomery Gator. Em 21 de abril de 2020, os nomes dos personagens vazaram da lista de próximos produtos da Funko, e o título foi revelado como Five Nights at Freddy's: PizzaPlex. Algumas horas depois, em 22 de abril de 2020, Scott Cawthon confirmou os vazamentos via Reddit e revelou que o título não é oficial e que o título é apenas para a Funko. Cawthon também anunciou que o jogo estava programado para ser lançado no final de 2020. Em 12 de junho de 2020, outro teaser foi lançado, apresentando a antagonista do jogo, uma segurança feminina sem nome. Em 7 de agosto de 2020, um teaser de Vanny foi lançado. Um dia depois, Scott revelou os personagens Glamrock Chica e Roxanne Wolf via Reddit.
Em 21 de agosto de 2020, Cawthon anunciou seu plano para ajudar a financiar e publicar os jogos Five Nights at Freddy's desenvolvidos por fãs, juntamente com as parcelas anteriores de suas respectivas séries. Ele não estará envolvido em nenhum dos elementos criativos, mas ajudará no suporte de marketing e publicação, bem como no licenciamento apropriado. Os jogos incluídos serão a série One Night at Flumpty's, a série Five Nights at Candy's, The Joy of Creation: Ignited Collection (consistindo no original The Joy of Creation, The Joy of Creation: Reborn e The Joy of Creation: Story Mode), Popgoes Evergreen (incluindo o jogo prólogo Popgoes Arcade) e Five Nights at Freddy's Plus, um remake/re-imaginação do jogo original. Cawthon também afirmou que esses jogos provavelmente também chegarão a dispositivos móveis e consoles e podem até ter mercadorias criadas para eles. O primeiro jogo a ser lançado sob esta iniciativa foi uma porta de One Night at Flumpty's para Android e iOS em 31 de outubro e 18 de novembro de 2020, respectivamente. O segundo jogo a ser lançado foi um port de sua sequência One Night at Flumpty's 2 em 20 de janeiro de 2021, novamente para Android e iOS. O próximo jogo a ser lançado foi One Night at Flumpty's 3 em 31 de outubro de 2021 para PC e dispositivos móveis e para consoles posteriormente.
Em 16 de setembro de 2020, durante um PlayStation 5 Showcase, foi revelado que Five Nights at Freddy's: Security Breach chegaria ao PlayStation 5 com ray-tracing em tempo real. Seu lançamento inicial será no PlayStation 5, PlayStation 4 e PC e chegará a outras plataformas três meses depois. Em dezembro de 2020, Scott postou que Five Nights at Freddy's: Security Breach estava sendo adiado para 2021, afirmando que o jogo era grande demais para ser concluído até o final do ano.
Em janeiro de 2021, na transmissão ao vivo oficial da GeForce, o segundo trailer de Five Nights at Freddy's: Security Breach foi revelado, apresentando o jogo com a mais nova placa gráfica Nvidia GeForce. Um mês depois, em março de 2021, no evento PlayStation State of Play, o trailer oficial de gameplay de Five Nights at Freddy's: Security Breach foi revelado confirmando que será um jogo free-roam, ao contrário dos jogos FNaF anteriores. Foi o jogo mais popular nessa transmissão ao vivo, ganhando milhões de visualizações nas primeiras 24 horas. Em 13 de março, Cawthon também revelou várias imagens para Security Breach na transmissão ao vivo do YouTuber Dawko.
Em 16 de junho de 2021, Cawthon postou uma mensagem em seu site anunciando sua aposentadoria do desenvolvimento público de jogos e expressando gratidão a seus seguidores pelo apoio contínuo. Ele afirmou que desejava se aposentar para passar mais tempo com seus filhos. Ele declarou sua intenção de nomear um sucessor para garantir que a franquia Five Nights at Freddy's continuasse, enquanto ele próprio continuaria a ocupar um papel menor em seu desenvolvimento. Não se sabe se ele manterá a propriedade intelectual de Five Nights at Freddy's, continuará trabalhando no filme ou tomará outras decisões criativas em relação à franquia.

### Livros de Romances
Em dezembro de 2015, Scott Cawthon lançou teasers para seu primeiro romance, Five Nights at Freddy's: The Untold Story, que em breve seria renomeado para Five Nights at Freddy's: The Silver Eyes. O livro foi lançado em 17 de dezembro de 2015, como um e-book para a Amazon; uma edição de bolso também está disponível. De acordo com Cawthon, o livro foi lançado antes da data de lançamento planejada devido a um erro por parte da Amazon. Em 24 de junho de 2016, Cawthon anunciou que havia feito um acordo de três livros com a Scholastic Corporation e que o primeiro livro (The Silver Eyes) seria reimpresso em brochura em outubro daquele ano, com o segundo e o terceiro sendo lançados. em 2017 e 2018.
Em 27 de junho de 2017, o segundo romance de Cawthon, Five Nights at Freddy's: The Twisted Ones, foi lançado. Foi a continuação de The Silver Eyes, e sua história segue o personagem principal, Charlie, que é "atraído de volta ao mundo das criações assustadoras de seu pai" quando tentou superar os eventos de The Silver Eyes. Em 29 de agosto de 2017, Cawthon lançou o primeiro guia oficial de Five Nights at Freddy's , intitulado The Freddy Files. Ele contém perfis de personagens, ovos de páscoa, dicas sobre como jogar os jogos e teorias brotadas da franquia.
Em 26 de dezembro de 2017, Cawthon lançou o segundo guia de Five Nights at Freddy's chamado Survival Logbook. Ao contrário dos lançamentos de livros anteriores, o Survival Logbook não possui edições Amazon Kindle listadas, o que implica que possui páginas projetadas para escrita física em vez de simplesmente ler de um dispositivo. O livro, disfarçado como um livro de atividades infantil normal, contém muitas coisas para fazer, incluindo um caça- palavras, desenho de grade e atividades de preenchimento de lacunas, no entanto, todos eles foram encontrados para guardar segredos envolvendo o folclore.
Em 26 de junho de 2018, o terceiro romance da série de livros Five Nights at Freddy's, Five Nights at Freddy's: The Fourth Closet, foi revelado na Amazon.com e estava programado para ser lançado no mesmo dia.
Em 26 de dezembro de 2019, o primeiro livro da série de onze livros, Fazbear Frights #1: Into the Pit foi lançado na Amazon.com nos formatos Kindle e Paperback. Os próximos dez livros também tiveram suas datas de lançamento e títulos anunciados ao longo do tempo.

### Filme planejado
A Warner Bros. Pictures anunciou em abril de 2015 que havia adquirido os direitos para adaptar a série ao cinema. Roy Lee, David Katzenberg e Seth Grahame-Smith foram definidos para produzir. Grahame-Smith afirmou que iria colaborar com Cawthon "para fazer um filme insano, aterrorizante e estranhamente adorável". Em julho de 2015, Gil Kenan assinou para dirigir a adaptação e co-escrever com Tyler Burton Smith.
Em janeiro de 2017, Cawthon afirmou que parcialmente devido a "problemas dentro da indústria cinematográfica como um todo", o filme "foi recebido com vários atrasos e obstáculos" e estava "de volta à estaca zero", mas ele prometeu "estar envolvido com o filme desde o primeiro dia desta vez, e isso é algo extremamente importante para mim. Eu quero que este filme seja algo que eu esteja animado para a base de fãs ver."
Em março de 2017, Cawthon tweetou uma foto na Blumhouse Productions, sugerindo que o filme tinha uma nova produtora. Em maio de 2017, o produtor Jason Blum confirmou a notícia, alegando que estava animado e trabalhando em estreita colaboração com Cawthon na adaptação. Em junho de 2017, Gil Kenan disse que não estava mais dirigindo o filme Five Nights at Freddy's após a reviravolta da Warner Bros. Pictures. Em 13 de fevereiro de 2018, a Blumhouse Productions revelou no Twitter que Chris Columbus estaria trabalhando no filme como diretor, além de produzi-lo com Blum e Cawthon.
Em agosto de 2018, Scott Cawthon postou um fórum do Steam, no qual afirma que o filme será baseado no primeiro jogo e que, se o segundo e o terceiro filmes forem feitos, eles serão baseados no segundo e terceiro jogo, respectivamente. Mais tarde naquele mesmo mês, Blum tweetou que o filme tinha uma janela de lançamento planejada para 2020. Em novembro de 2018, Cawthon anunciou que o roteiro do filme havia sido descartado e seria adiado ainda mais.
Em 20 de novembro de 2020, Cawthon fez um post no Reddit discutindo os vários roteiros descartados para o filme, seguido pelo anúncio de que o filme tem um roteiro finalizado e começará a ser filmado na primavera de 2021. No entanto, Blum revelou em setembro 2021 que o filme ainda tinha problemas de roteiro e que Colombo não estava mais ligado ao projeto como diretor.

## Imagem pública
Em novembro de 2019, Cawthon anunciou que criaria um jogo especificamente para um evento de arrecadação de fundos para o St. Jude Children's Research Hospital, organizado por MatPat , que jogaria o jogo com os colegas YouTubers Dawko e Markiplier em uma transmissão ao vivo. O jogo, Freddy in Space 2, foi lançado em 3 de dezembro no Game Jolt, e incluía quantias em dólares escondidas que ditavam quanto Cawthon doaria após o fluxo. Ele se gabou de que um total de US $ 500.000 estava disponível para ser encontrado, mas avisou que era difícil e que duvidava que eles fossem capazes de encontrar tudo, já que seu testador levou cinco horas para completar o jogo. Originalmente, o jogo tinha um slot de duas horas para ser apresentado na transmissão ao vivo; no entanto, Markiplier continuou jogando depois que a transmissão terminou e conseguiu encontrar um final oculto de $ 100.000 que elevou o valor total da doação para $ 451.200. Cawthon passou a doar a totalidade de US $ 500.000 para St. Jude's.
Em 10 de junho de 2021, Cawthon foi uma tendência no Twitter quando suas doações políticas publicamente disponíveis foram compartilhadas no Twitter. Exceto uma doação ao representante democrata Tulsi Gabbard, todas as doações foram para candidatos e organizações republicanas, incluindo Donald Trump. Cawthon posteriormente confirmou em um comunicado publicado no Reddit que ele é republicano e que fez doações financeiras significativas em apoio a candidatos políticos conservadores, ao mesmo tempo em que se descreve como pró-vida. Ele também alegou que depois que as doações foram descobertas, ele havia sido doxado e havia recebido ameaças de violência e invasão de domicílio. Embora a reação ao post de Cawthon no Reddit tenha sido positiva, a reação foi mista em sites de mídia social como o Twitter, onde alguns membros da comunidade LGBTQ+ reagiram negativamente. Dias após a descoberta das doações, Cawthon anunciou que estava se aposentando do desenvolvimento profissional de jogos, com planos de escolher alguém para supervisionar a série Five Nights at Freddy's após sua aposentadoria.

## Videogames

### Jogos
| Título                                     | Gênero                  | Ano de lançamento |
| ------------------------------------------ | ----------------------- | ----------------- |
| Doofas                                     | Attack                  | 1994              |
| Floppy Disk                                | Attack                  | 1995              |
| RPG Max                                    | RPG                     | 2002              |
| Legacy of Flan                             | RPG                     | 2003              |
| Lost Island                                | Action                  | 2003              |
| Elemage                                    | RPG                     | 2003              |
| Mega Knight                                | RPG                     | 2003              |
| Dank Knight                                | Action                  | 2003              |
| Dungeon                                    | Action                  | 2003              |
| Dinostria                                  | RPG                     | 2003              |
| Phantom Core: The Moon Mission             | Action                  | 2003              |
| War                                        | Attack                  | 2003              |
| Gunball                                    | Attack                  | 2003              |
| Stellar Gun                                | Attack                  | 2003              |
| Ships of Chaos                             | Attack                  | 2003              |
| Legacy of Flan 2: Flans Online             | RPG                     | 2003              |
| Legacy of Flan 3: Storm of Hades           | RPG                     | 2003              |
| RPG Max 2                                  | RPG                     | 2003              |
| Flanville                                  | Action                  | 2004              |
| Junkyard Apocalypse                        | Action                  | 2004              |
| Moon Minions                               | RPG                     | 2004              |
| Flanville 2                                | Action                  | 2005              |
| Metroid: Ripped Worlds                     | Action                  | 2005              |
| Legend of White Whale                      | RPG                     | 2005              |
| Chup's Quest                               | Action                  | 2005              |
| The Misadventures of Sigfreid The Dark Elf | Action                  | 2006              |
| Bogart                                     | Action                  | 2006              |
| Bogart 2: Return of Bogart                 | Action                  | 2006              |
| Light from Above                           | Christian MMORPG        | 2006              |
| Weird Colony                               | RPG                     | 2007              |
| M.O.O.N.                                   | Action                  | 2007              |
| Legacy of Flan 4: Flan Rising              | RPG                     | 2007              |
| The Desolate Room                          | RPG                     | 2007              |
| Iffermoon                                  | Attack                  | 2008              |
| The Powermon Adventure!                    | RPG                     | 2011              |
| Doomsday Picnic                            | Action                  | 2011              |
| Slumberfish!                               | Puzzle                  | 2011              |
| Slumberfish!: Catching Z's                 | Puzzle                  | 2011              |
| The Pligrim's Progress                     | RPG                     | 2011              |
| The Desolate Hope                          | Action, RPG             | 2012              |
| Chipper and Sons Lumber Co.                | Action                  | 2013              |
| Cropple                                    | Tile-Matching           | 2013              |
| Use Holy Water!                            | Attack                  | 2013              |
| Forever Quester                            | Action                  | 2013              |
| Golden Galaxy                              | Action                  | 2013              |
| 20 Useless Apps                            | Tile-Matching           | 2013              |
| Slumberfish!                               | Tile-Matching           | 2013              |
| Aquatic Critters Slots                     | Tile-Matching           | 2013              |
| Bad Waiter Tip Calculator                  | Tile-Matching           | 2013              |
| Mafia! Slot Machine                        | Tile-Matching           | 2013              |
| Pimp My Dungeon                            | Puzzle, Action          | 2013              |
| Platinum Slots Collection                  | Tile-Matching           | 2013              |
| Scott's Fantasy Slots                      | Tile-Matching           | 2013              |
| Spooky Scan                                | Tile-Matching           | 2013              |
| Vegas Fantasy Jackpot                      | Tile-Matching           | 2013              |
| Vegas Fantasy Slots                        | Tile-Matching           | 2013              |
| Vegas Wild Slots                           | Tile-Matching           | 2013              |
| Fart Hotel                                 | Face                    | 2014              |
| Pogoduck                                   | Jumy                    | 2014              |
| Gemsa                                      | Tile-Matching           | 2014              |
| 8-Bit RPG Creator                          | Puzzle, RPG             | 2014              |
| Shell Shatter                              | Tile-Matching           | 2014              |
| Chubby Hurdles                             | Run                     | 2014              |
| Sit 'N Survive                             | Shop                    | 2014              |
| Kitty in the Crowd                         | Finding                 | 2014              |
| Bible Story Slots                          | Tile-Matching           | 2014              |
| Dark Prisms                                | Tile-Matching           | 2014              |
| Hawaiian Jackpots                          | Tile-Matching           | 2014              |
| Jumbo Slots Collection                     | Tile-Matching           | 2014              |
| Magnum Slots Collection                    | Tile-Matching           | 2014              |
| V.I.P. Woodland Casino                     | Tile-Matching           | 2014              |
| Fighter Mage Bard                          | RPG                     | 2014              |
| There Is No Pause Button!                  | Run                     | 2014              |
| Rage Quit                                  | Run                     | 2014              |
| Five Nights at Freddy's                    | Survival Horror         | 2014              |
| Five Nights at Freddy's 2                  | Survival Horror         | 2014              |
| Five Nights at Freddy's 3                  | Survival Horror         | 2015              |
| Five Nights at Freddy's 4                  | Survival Horror         | 2015              |
| FNaF World                                 | RPG                     | 2016              |
| Five Nights at Freddy's: Sister Location   | Survival Horror         | 2016              |
| Freddy Fazbear's Pizzeria Simulator        | Survival Horror         | 2017              |
| Ultimate Custom Night                      | Trilogy Survival Horror | 2018              |
| Five Nights at Freddy's: Help Wanted       | Survival horror         | 2019              |
| Freddy in Space 2                          | Fight                   | 2021              |
| Five Nights at Freddy's: Security Breach   | Survival horror         | 2021              |
| Five Nights at Freddy's: Help Wanted 2     | Survival horror         | 2023              |
| Five Nights at Freddy's: Into the Pit      | Survival horror         | 2025              |

## Filmografia
| Ano  | Título                                             | Notas |
| ---- | -------------------------------------------------- | ----- |
| 2002 | Birdvillage: The Movie                             |       |
| 2002 | Birdvillage Beak's Vacation                        |       |
| 2002 | Birdvillage Beak's Adventure                       |       |
| 2002 | Birdvillage Beak's Snowball Fight                  |       |
| 2002 | Birdvillage Second Nest                            |       |
| 2003 | A Mushsnail Tale                                   |       |
| 2003 | Return to Mushsnail: The Legend of the Snowmill    |       |
| 2004 | Noah's Ark: Story of the Biblical Flood            |       |
| 2005 | The Pilgrim's Progress                             |       |
| 2006 | A Christmas Journey: About the Blessings God Gives |       |
| 2006 | Christmas Symbols                                  |       |
| 2010 | Bible Plays series                                 |       |
| 2010 | Rock 'N learn series                               |       |
| 2010 | The Jesus Kids' Club series                        |       |
| 2023 | Five Nights at Freddy's - O Pesadelo Sem Fim       |       |
| 2025 | Five Nights at Freddy's 2                          |       |